# Belberaud
Belberaud ist eine französische Gemeinde mit 1.528 Einwohnern (Stand: 1. Januar 2022) im Département Haute-Garonne in der Region Okzitanien (vor 2016: Midi-Pyrénées). Sie gehört zum Arrondissement Toulouse und zum Kanton Escalquens. Die Einwohner werden Belberautins genannt.

## Geographie
Belberaud liegt etwa 14 Kilometer südöstlich von Toulouse in der Landschaft Lauragais. Der Fluss Hers bildet die westliche Gemeindegrenze. Umgeben wird Belberaud von den Nachbargemeinden Escalquens im Nordwesten und Norden, Odars im Nordosten, Fourquevaux im Osten, Montlaur im Süden, Deyme im Südwesten sowie Pompertuzat im Südwesten und Westen.

## Bevölkerungsentwicklung
| Jahr                       | 1962 | 1968 | 1975 | 1982 | 1990 | 1999 | 2006 | 2012 | 2020 |
| Einwohner                  | 243  | 230  | 377  | 495  | 612  | 1124 | 1289 | 1314 | 1520 |
| Quellen: Cassini und INSEE |      |      |      |      |      |      |      |      |      |

## Sehenswürdigkeiten
- Kirche Saint-Jean-Baptiste, Monument historique seit 1995

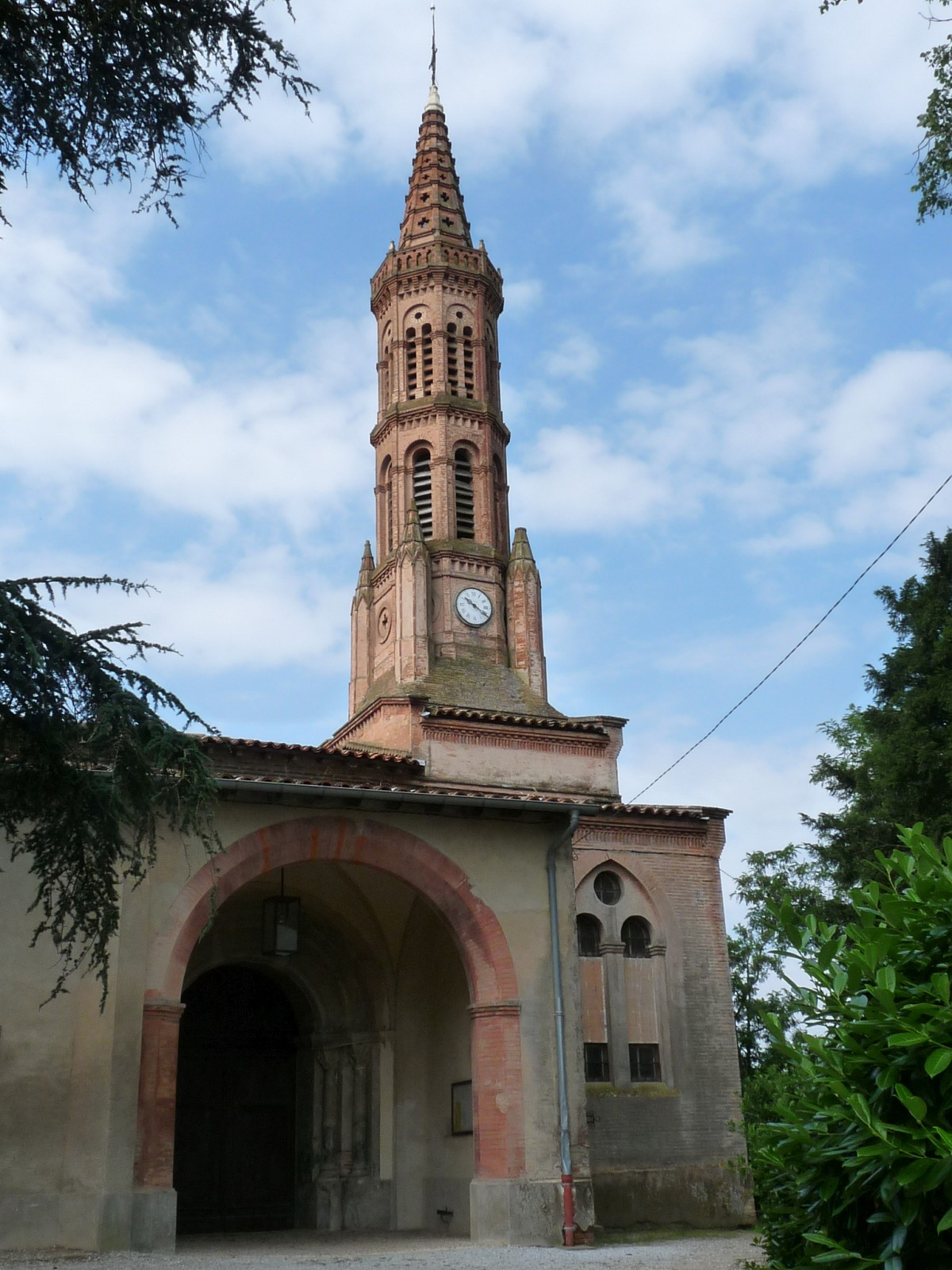
Kirche Saint-Jean-Baptiste
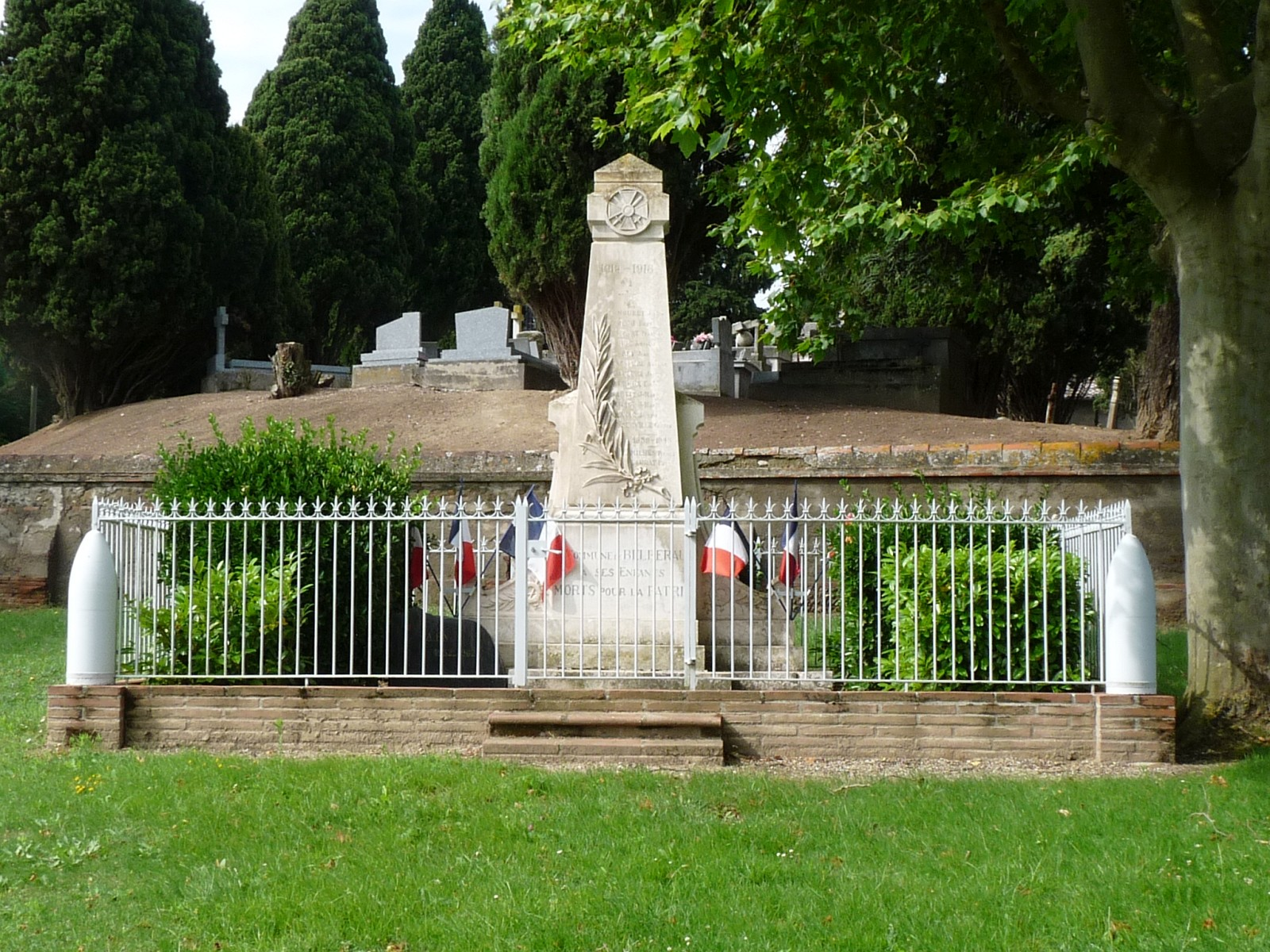
Gefallenendenkmal